# Kōkaku
Kōkaku (光格; 23 de setembro de 1771 – 11 de dezembro de 1840) foi o 119º imperador do Japão, na lista tradicional de sucessão. Reinou de 1780 a 1817 e o seu nome de nascimento foi Morohito.

## Genealogia
Antes de sua ascensão ao trono Crisântemo, o seu nome pessoal foi originalmente Morohito. Seu título pré-adesão era Sachi-no-Miya (佑宫).
Ele era o sexto filho do príncipe Kan'in-no-Miya Sukehito, neto do Imperador Higashiyama. No dia antes de sua entronização, seu primo em segundo grau,Go-Momozono,falece,e como ele aprovou,Morohito,seu primo em segundo grado,foi formalmente aceito como seu filho.
1. Imperatriz (chūgū): Princesa Imperial Yoshiko (欣子内亲王), filha do Imperador Go-Momozono (Imperador  chefe)e sua esposa Yoshiko (欣子内亲王), também conhecido como Shin-Seiwa-In (新清和院))

- Terceiro filho Imperial Príncipe Masuhito (温仁親王)

- Sétimo filho Imperial Princesa Toshihito (悦仁親王)

1. Dona-de-espera: Hamuro Yoriko (叶室頼子)

- Primeiro filho: Príncipe Imperial Uyahito (礼仁亲王)
- Primeira filha: Nobu-no-Miya (能布宫)
- Segundo filho: Taka-no-Miya (俊宫)

1. Dona-de-espera: Kajyūji Tadako (勧修寺婧子)

- Quarta filho: Prince Imperial Ayahito (恵仁亲王) (Imperador Ninkō)
- Segunda filha: Take-no-miya (多祉宮) (多祉宫)
- Quarta filha: Haru-no-Miya (娍宫)

1. Dona-de-espera: Takano Masako? (高野正子)

- Sexto filho: Naka-no-Miya (猗宫)

1. Dona-de-espera: Anekōji Satoko (姊小路聡子)

- Quinta filha: Tsune-no-Miya (伦宫)
- Oitavo filho: Kata-no-Miya (嘉糯宫)

1. ??: Higashibō Kazuko? (東坊城和子) (东坊城和子)

- Quinto filho: Prince Imperial Katsura-no-Miya Takehito (桂宫盛仁亲王)
- Terceira filha: Reimiyo-no-miya (霊妙心院) (霊妙心院)

1. ??: Tomikōji Teruko (富小路明子)

- Sexta filha: Masa-no-Miya (治宫)
- Sétima filha: Princesa Imperial Moriko (蓁子内亲王)
- Oitava filha: Tsuru-no-Miya (媛宫)
- Nona filha: Katsu-no-Miya (胜宫)

## Vida
Ele reinou a partir de 16 de dezembro de 1779 até 7 de maio de 1817.
Como um jovem filho de uma sucursal da casa imperial Kan'in , era originalmente esperado que Tomohito-shinnō fosse para o sacerdócio no Templo Shugoin.No entanto, em 1779, o imperador morre em herdeiros.Go-Momozono apressadamente o aprova em seu leito de morte, apesar de ele não era um shinnō (príncipe imperial).
Kōkaku era muito talentosa e tinha uma bolsa de zelo, reavivando festivais no Iwashimizu e Kamono santuários, e trabalhar arduamente na revitalização de cerimônias em torno da Imperial Court. O Bakufu deu seu pai Aposentada o honroso título de Imperador (Daijō TENNO,太上天皇). Kōkaku é o fundador do ramo dinástico imperial atualmente no trono. Kōkaku é ancestral do lineal a todas as sucessoras imperadores do Japão até ao actual monarca, Akihito.
Um dos médicos pessoais do imperador durante este período foi Tachibana Nankei, também conhecido como Miyagawa Shunki e como não-Iwami-us.Ele viajou por cinco anos antes de ser nomeado o pessoal médico do imperador.
Durante o reinado Kōkaku, o Imperial Tribunal tentou voltar a valer alguma da sua autoridade, ao propor um programa para o alívio Bakufu na época da Grande Tenmei Fome (1782-1788) e de receber informações sobre as negociações com a Rússia em disputas no norte do país.
- Tenmei gannen (天明元年) ou Tenmei 1 (1781): A nova era das Tenmei nome (que significa "Amanhecer") foi criada para marcar a entronização do novo imperador.O anterior era terminou e os novos iniciados em uma An'ei 11, no 2 º dia do 4 º mês.

- Tenmei 2 (1782): Uma análise moeda de prata na China e no Japão "Sin sen sen pou (Sin tchuan phou)" foi apresentado ao imperador por Kutsuki Masatsuna (1750-1802), também conhecido como Kutsuki Oki-não-us Minamoto Não Masatsuna, hereditários daimyo da Oki e Omi com participações em Tamba e Fukuchiyama.
- Tenmei 3 (1783): Mount Asama (浅间山, Asama-yama) estourou em Shinano, uma das antigas províncias do Japão. [Hoje, Asama-yama da localização é melhor descrito como na fronteira entre Gunma e Nagano prefeituras]. Japanologista Isaac Titsingh está publicada em conta a irrupção da Asama-yama irá tornar-se primeiro de seu tipo no Ocidente (1820). O vulcão da devastação torna a Grande Fome Tenmei ainda pior.
- Tenmei 4 (1784): País à escala celebrações em honra de Kūkai (também conhecido como Kōbō-Daishi,弘法大师), fundador da Shingon Budismo) que morreu 950 anos antes.
- Tenmei 6, no 8 º dia do 9 º mês (17 de setembro de 1786): Tokugawa Ieharu) morreu e foi enterrado em Yedo.
- Tenmei 7 (1787): Kutsuki Masatsuna publicado Seiyō senpu (Notas sobre Cunhagem Ocidental), com placas indicando moeda europeia e colonial.
- Tenmei 8 (6 de março de 1788), continuou a queima incontrolada até o dia 1 dia do segundo mês (8 de março) ; E smoldered brasas, até que foram extintas por fortes chuvas no 4 º dia do segundo mês (11 de março).O imperador e sua corte fugiram do fogo, o Palácio Imperial e foi destruído. Nenhum outro re-construção foi autorizada até que um novo palácio foi concluído.Esse incêndio foi considerado um grande evento.O holandês COV Opperhoofd em Dejima notou no seu livro registro oficial que "as pessoas estão considerando ser este um grande e extraordinária celestial presságio."

Em 1817, Kōkaku abdicou em favor de seu filho, o Imperador Ninkō.Nos dois séculos antes do reinado Kōkaku mais jovens imperadores morreram ou foram forçados a abdicar.Kōkaku foi o primeiro monarca japonês para permanecer no trono de 40 anos passados desde a abdicação do imperador Ōgimachi em 1586.
O último imperador ao Estado como um Joko (Joko (上皇) é um termo japonês encurtado para um imperador que abdicou em favor de um sucessor) foi Imperador Kōkaku (1779-1817). O Imperador criou um incidente mais tarde chamado de "Songo incidente" (o "incidente respeitoso título").O Imperador entrou em litígio com o Shogunato Tokugawa sobre sua intenção de dar um título de Imperador Abdicado (Daijō-ten'nō) ao seu pai, que era um príncipe imperial Sukehito.

## Kugyō
Kugyō (公卿) é um termo colectivo para os muito poucos homens mais poderosos para anexados ao tribunal do imperador do Japão, em pré-Meiji épocas.Mesmo durante os anos em que o tribunal real da influência fora do palácio paredes era mínima, a organização hierárquica persistiu.
Em geral, essa elite grupo incluiu apenas três a quatro homens de uma só vez. Estes eram hereditários cortesãos cuja experiência e antecedentes eles teriam trazido para o auge da carreira de uma vida.Durante o reinado Kōkaku, este ápice do Daijō-kan incluídas:
- Sadaijin Sadaijin
- Udaijin Udaijin
- Naidaijin Naidaijin
- Dainagon Dainagon

## Eras
Os anos de reinado de Kōkaku são mais especificamente identificadas por mais de uma era.
- An'ei (1772-1781)
- Tenmei (1781-1789)
- Kansei (1789-1801)
- Kyōwa (1801-1804)
- Bunka (1804-1818)

## Filhos
1. Príncipe Ayahito (1790-1791)
2. Princesa Nobu (1792-1793)
3. Príncipe Taka (1793-1795)
4. Príncipe Masuhito (1800-00)
5. Imperador Ninko (16 de Março de 1800 - 21 de Fevereiro de 1846)
6. Princesa Take (1808-08)
7. Príncipe Takehito (1810-1811)
8. Princesa Reimiyo (1811-11)
9. Príncipe Naka (1815-1819)
10. Príncipe Toshihito (1816-1821)
11. Princesa Haru (1817-1819)
12. Princesa Tsune (1820-1830)
13. Princesa Masa (1822-22)
14. Princesa Haya (1824-1842)
15. Princesa Tsuru (1826-1827)
16. Princesa Katsu (1826-1827)
17. Príncipe Kata (1833-33)